# Бастуны
Басту́ны (бел. Бастуны) — деревня в Вороновском районе Гродненской области Белоруссии. Административный центр Бастунского сельсовета. Расположено на западной стороне железнодорожной линии Вильнюс—Лида и недалеко от дорог Падитвис—Трокели и Лида—Вороново.
В межвоенный период Бастуны располагались в Польше, в Новогрудском воеводстве, в Лидском уезде, в гмине Жирмуны. В советской Белоруссии село входило в состав Погородненского сельсовета, пока 19 апреля 1973 года не было передано в состав Трокельского сельсовета, став его центром, после чего Трокельский сельсовет был переименован в Бастунский.

## Население
Численность населения на 2009 год составляет 638 человек.

## Инфраструктура
В Бастунах имеется железнодорожная станция (открыта в 1884 году) и средняя школа.

## Культура
- Музейная комната истории школы "ГУО "Учебно-педагогический комплекс Бастунские ясли-сад базовая школа", позже закрылась в 2022 году

## Достопримечательность
- Железнодорожная станция (1884 г.)

Железнодорожная станция на старых снимках
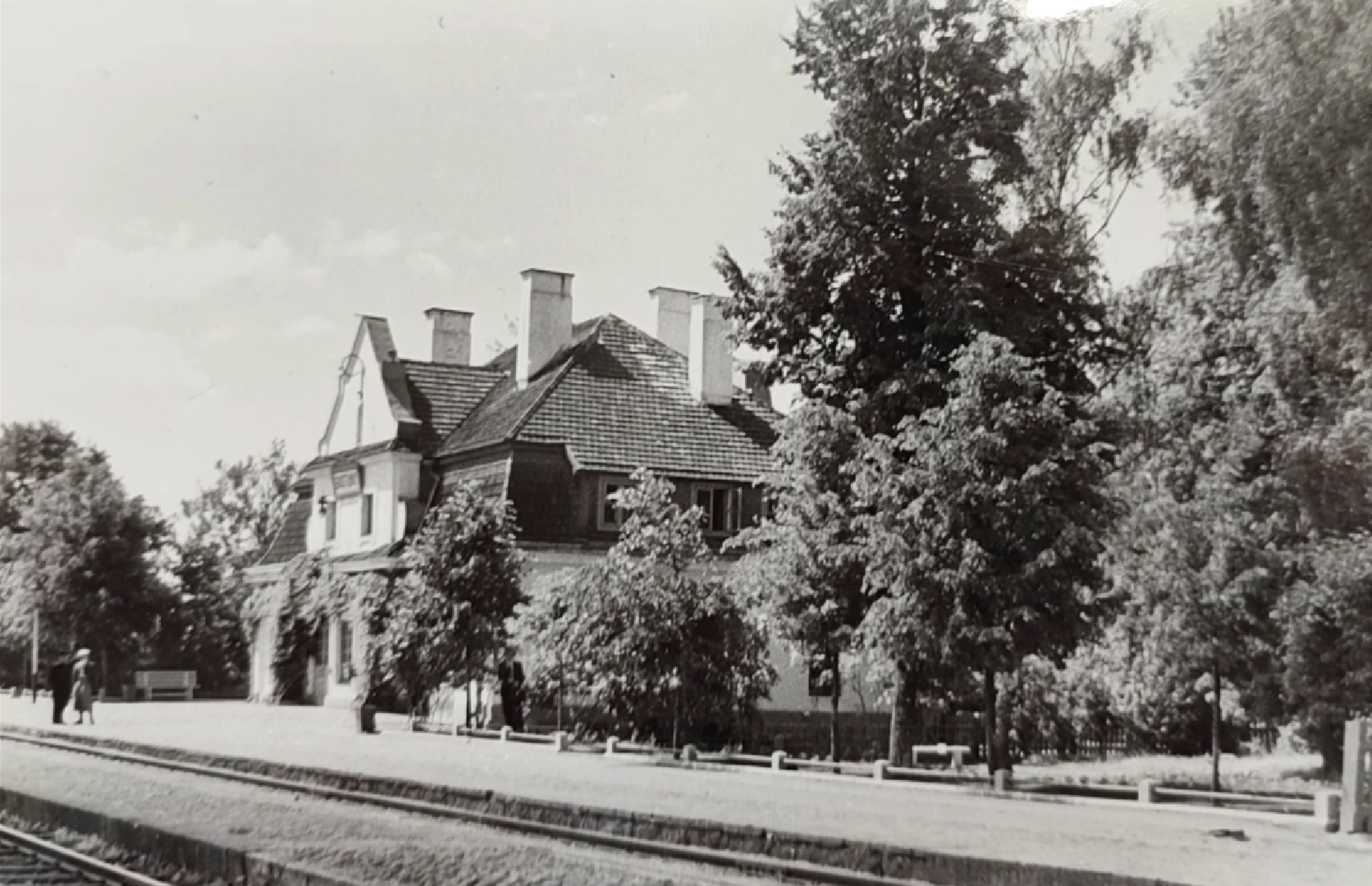
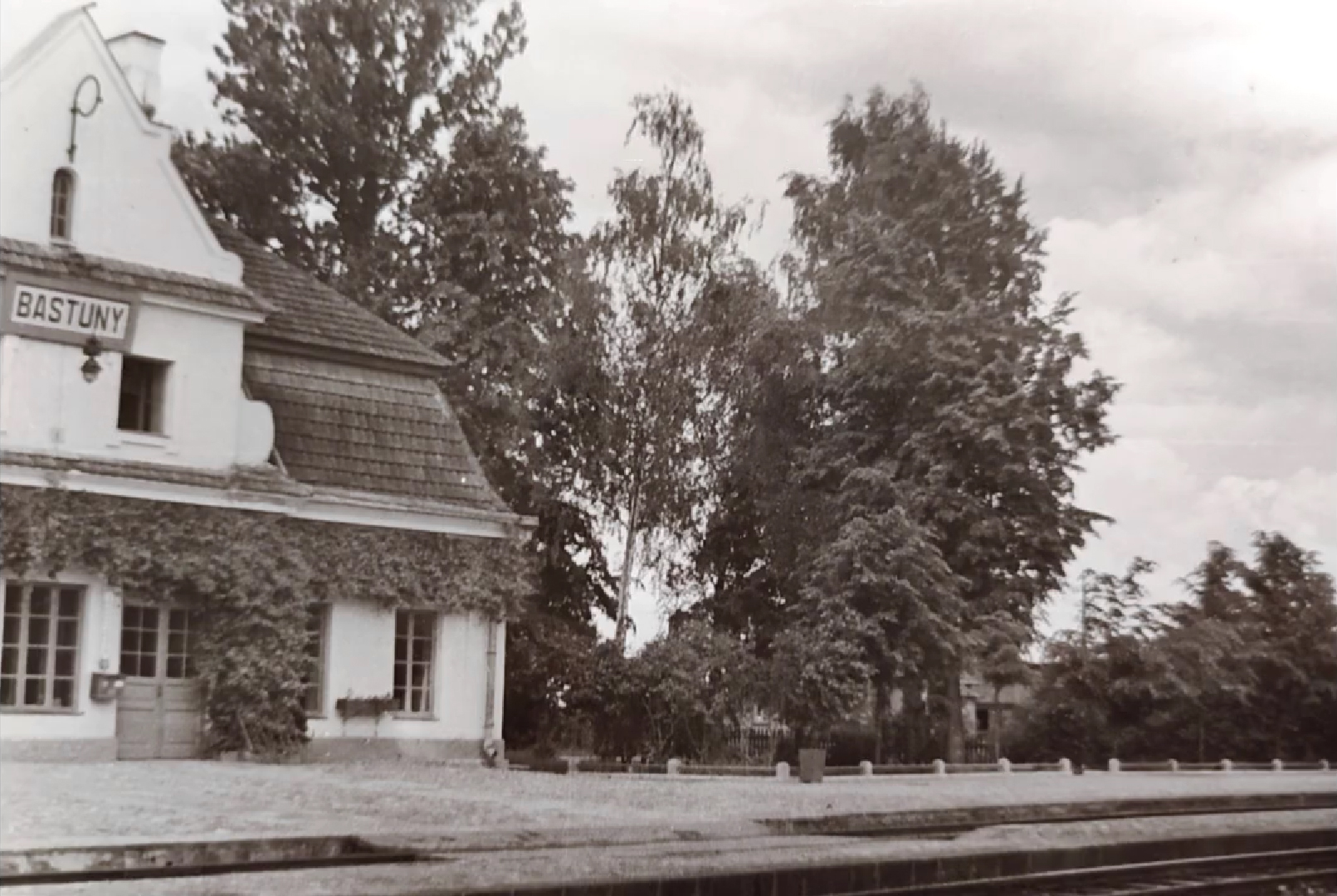
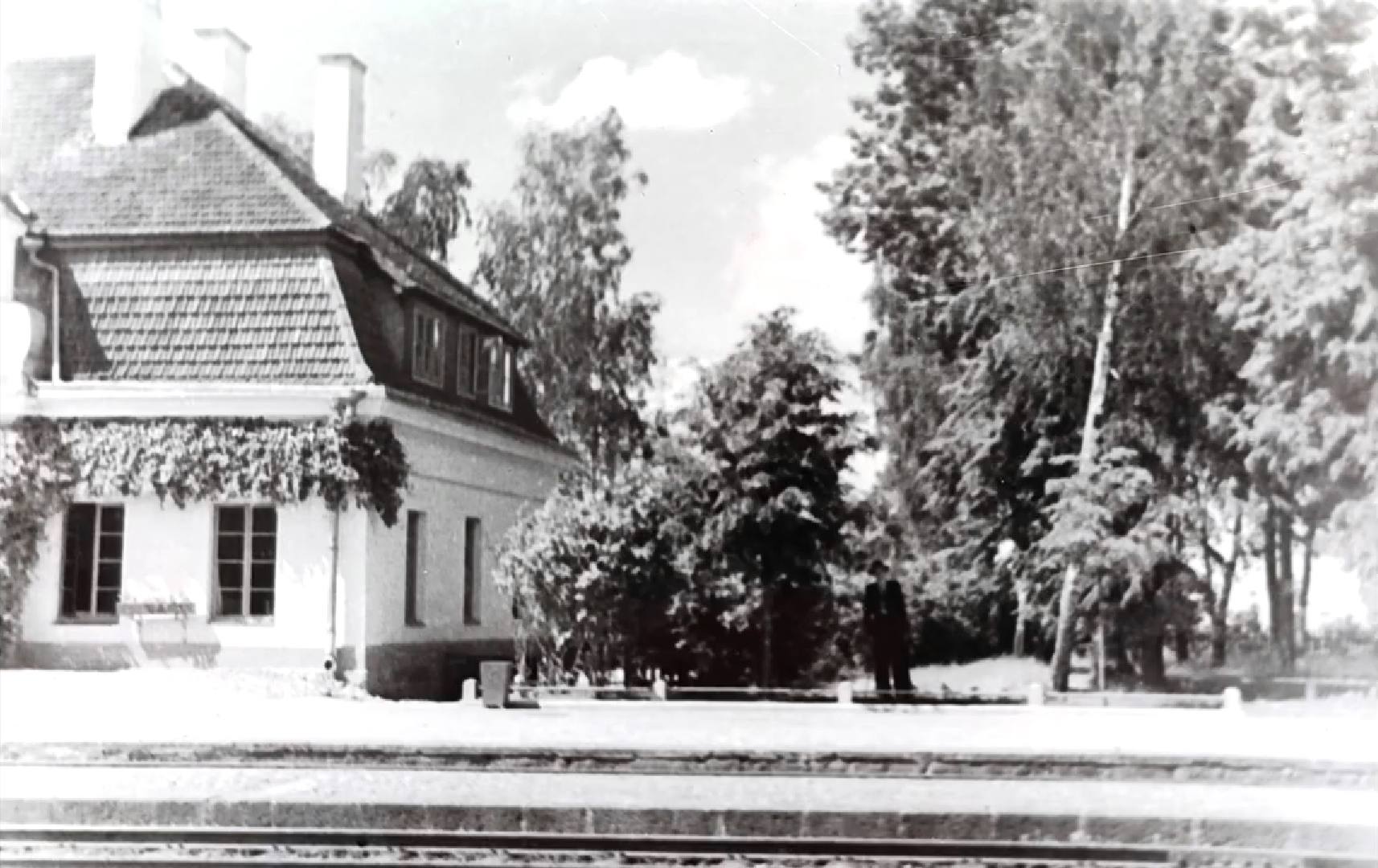

## Известные уроженцы
- Дубицкая, Алёна Викторовна — белорусская легкоатлетка, чемпионка Европы 2017 года.